# Primera División de Costa Rica 2009/10
Die Saison 2009/10 beinhaltete die 93. und die 94. Auflage der Primera División de Costa Rica, der höchsten costa-ricanischen Fußballliga. In dieser Saison wurden zwei Meisterschaften - Invierno Scotiabank 2009 und Verano Scotiabank 2010 - ausgespielt. Aus den Ergebnissen beider Meisterschaften wurde eine Gesamttabelle erstellt, um den Absteiger in die Liga de Ascenso-Segunda División zu ermitteln. Die Gewinner beider Meisterschaften qualifizierten sich für die CONCACAF Champions League 2010/11. Liberia Mia CF änderte seinen Namen zum Verano Scotiabank hin in Águilas Guanacastecas um. Brujas FC gewann mit dem Torneo Invierno Scotiabank 2009 den ersten, CD Saprissa mit dem Torneo Verano Scotiabank 2010 den 29. Meistertitel der Vereinsgeschichte.

## Austragungsmodus
In Saison 2009/10 wurden zwei Meisterschaften ausgespielt, zuerst von Juli bis Dezember das Torneo de Invierno 2009, danach von Januar bis Mai das Torneo de Verano 2010. Die Torneos wurden in folgendem Modus ausgespielt:
- Die zwölf teilnehmenden Vereine wurden in zwei Gruppen A und B aufgeteilt.
- Innerhalb jeder Gruppe trafen die Vereine einmal zuhause und einmal auswärts aufeinander, gegen die Vereine der anderen Gruppe gab es jeweils ein Spiel. Insgesamt ergaben sich so 16 Spiele pro Team.
- Nach der Gruppenphase traten die Zweitplatzierten gegen die Drittplatzierten der jeweils anderen Gruppe im Viertelfinale in Hin- und Rückspiel an.
- Im Halbfinale traten die Gruppenersten gegen die Sieger der beiden Viertelfinalpaarungen in Hin- und Rückspiel an.
- Im Finale trafen die beiden Halbfinalsieger in Hin- und Rückspiel aufeinander. Der Sieger ist für ein halbes Jahr costa-ricanischer Meister.
- Am Ende der Saison wurde eine Gesamttabelle erstellt, um den Absteiger in die Liga de Ascenso-Segunda División zu ermitteln.
- Die Meister beider Torneos (Invierno und Verano) qualifizierten sich für die CONCACAF-Champions League.

## Besondere zusätzliche Regeln
- In jedem Kader (aus maximal 25 Spielern bestehend) durften sich höchstens fünf Ausländer befinden.
- Jede Mannschaft musste in beiden Saisonhälften (Invierno und Verano) in der Gruppenphase jeweils auf 1440 Minuten Spielzeit von U-21-Spielern kommen. Bei Nichterreichen der 1440 Minuten wurden (je nach vorhandenen Minuten) 3–5 Punkte abgezogen.

## Teilnehmer

### Gruppe A
| Startplatz:               | Verein                     | Herkunft (Ort, Provinz)            | Stadion                | Vereinsfarben               | Meistertitel | Übertragungsrechte         |
| ------------------------- | -------------------------- | ---------------------------------- | ---------------------- | --------------------------- | ------------ | -------------------------- |
| 01. Gesamttabelle 2008/09 | CD Saprissa                | San Juan de Tibás, San José        | Ricardo Saprissa Ayma  | Dunkelviolett und Weiß      | 28           | Teletica (Kanäle 7, 33)    |
| 04. Gesamttabelle 2008/09 | Liberia Mía CF*            | Liberia, Guanacaste*               | Edgardo Baltodano*     | Schwarz und Gelb            | 1            | ExtraTV42 (Kanal42)        |
| 05. Gesamttabelle 2008/09 | AD Municipal Pérez Zeledón | San Isidro de El General, San José | Otto Ureña             | Hell(Himmels-)blau und Blau | 0            | Teletica (Kanäle 7, 33)    |
| 08. Gesamttabelle 2008/09 | LD Alajuelense             | Alajuela, Alajuela                 | Alejandro Morera Soto  | Rot und Schwarz             | 24           | Repretel (Kanäle 4, 6, 11) |
| 09. Gesamttabelle 2008/09 | CS Cartaginés              | Cartago, Cartago                   | José Rafael Fello Meza | Weiß und Blau               | 3            | Teletica (Kanäle 7, 33)    |
| Meister LIASCE-SD 2008/09 | AD Santos de Guápiles      | Guápiles, Limón                    | Ebal Rodrígez          | Rot und Weiß                | 0            | ExtraTV42 (Kanal 42)       |

- * Zum Verano Scotiabank 2010 hin änderte Liberia Mia CF seinen Namen in Águilas Guanacastecas. Sie werden nun auch nicht nur in Liberia, sondern auch in Nicoya und Santa Cruz spielen.

### Gruppe B
| Startplatz:               | Verein                       | Herkunft (Ort, Provinz)         | Stadion                 | Vereinsfarben               | Meistertitel | Übertragungsrechte         |
| ------------------------- | ---------------------------- | ------------------------------- | ----------------------- | --------------------------- | ------------ | -------------------------- |
| 02. Gesamttabelle 2008/09 | Brujas FC                    | Desamparados, San José          | Jorge H. "Cuty" Monge   | Weiß und Schwarz            | 0            | ExtraTV42 (Kanal 42)       |
| 03. Gesamttabelle 2008/09 | CS Herediano                 | Heredia, Heredia                | Eladio Rosabal Cordero  | Rot und Gelb                | 21           | Repretel (Kanäle 4, 6, 11) |
| 06. Gesamttabelle 2008/09 | AD San Carlos                | Ciudad Quesada, Alajuela        | Carlos Ugalde Álvarez*  | Rot und Blau                | 0            | Teletica (Kanäle 7,33)     |
| 07. Gesamttabelle 2008/09 | Puntarenas FC                | Puntarenas, Puntarenas          | Lito Pérez              | Orange und Schwarz          | 0            | Teletica (Kanäle 4, 33)    |
| 10. Gesamttabelle 2008/09 | AD Ramonense                 | San Ramón de Alajuela, Alajuela | Guillermo Vargas Roldán | Rot und Weiß                | 0            | ExtraTV42 (Kanal 42)       |
| 11. Gesamttabelle 2008/09 | CF Universidad de Costa Rica | San Pedro, San José             | Ecológico               | Hell(Himmels-)blau und Weiß | 1            | Repretel (Kanäle 4, 6, 11) |

- * San Carlos spielte den Großteil des Veranos im Estadio de Pital, da man das Carlos Ugalde remodellierte und ein Kunstrasen verlegt wurde.

## Endstand

### Invierno Scotiabank 2009
Dedicado: Adrián Castro Velazquez

#### Gruppe A
| Pl.             | Verein                     | Sp. | S | U | N | Tore  | Diff. | Punkte |
| --------------- | -------------------------- | --- | - | - | - | ----- | ----- | ------ |
| 01              | AD Municipal Pérez Zeledón | 16  | 8 | 5 | 3 | 23:20 | 3     | 29     |
| 02              | CS Cartaginés              | 16  | 7 | 3 | 6 | 21:16 | 5     | 24     |
| 03              | Liberia Mía CF (M)         | 16  | 7 | 3 | 6 | 25:22 | 3     | 24     |
| 04              | CD Saprissa                | 16  | 6 | 6 | 4 | 18:16 | 2     | 24     |
| 05              | LD Alajuelense             | 16  | 6 | 5 | 5 | 21:16 | 5     | 23     |
| 06              | AD Santos de Guápiles (N)  | 16  | 5 | 6 | 5 | 13:17 | −4    | 21     |
| Stand: Endstand |                            |     |   |   |   |       |       |        |

#### Gruppe B
| Pl.             | Verein                       | Sp. | S | U | N | Tore  | Diff. | Punkte |
| --------------- | ---------------------------- | --- | - | - | - | ----- | ----- | ------ |
| 01              | CS Herediano                 | 16  | 9 | 2 | 5 | 20:16 | 4     | 29     |
| 02              | Brujas FC                    | 16  | 6 | 5 | 5 | 19:17 | 2     | 23     |
| 03              | Puntarenas FC                | 16  | 5 | 5 | 6 | 17:21 | −4    | 20     |
| 04              | CF Universidad de Costa Rica | 16  | 4 | 4 | 8 | 21:20 | 1     | 16     |
| 05              | AD Ramonense                 | 16  | 3 | 7 | 6 | 13:16 | −3    | 16     |
| 06              | AD San Carlos                | 16  | 2 | 5 | 9 | 9:23  | −14   | 11     |
| Stand: Endstand |                              |     |   |   |   |       |       |        |

#### U21-Minuten
| LD Alajuelense               | 6005 |
| CD Saprissa                  | 4773 |
| AD Municipal Pérez Zeledón   | 3745 |
| CS Herediano                 | 2535 |
| AD Santos de Guápiles        | 2443 |
| AD Ramonense                 | 2208 |
| Puntarenas FC                | 2010 |
| Brujas FC                    | 1786 |
| Liberia Mía CF               | 1756 |
| CF Universidad de Costa Rica | 1723 |
| CS Cartaginés                | 1598 |
| AD San Carlos                | 1505 |
| Stand: Endstand              |      |

#### Viertelfinale
| Gruppendritter | Gesamt | Gruppenzweiter | Hinspiel | Rückspiel |
| -------------- | ------ | -------------- | -------- | --------- |
| Liberia Mía CF | 2:5    | Brujas FC      | 1:2      | 1:3       |
| Puntarenas FC  | 3:2    | CS Cartaginés  | 2:1      | 1:1       |

#### Halbfinale
| Gruppenerster | Gesamt | Hinspiel                   | Hinspiel | Rückspiel |
| ------------- | ------ | -------------------------- | -------- | --------- |
| Brujas FC     | 4:2    | AD Municipal Pérez Zeledón | 2:1      | 2:1       |
| Puntarenas FC | 4:3    | CS Herediano               | 3:1      | 1:2       |

#### Finale
| Halbfinalsieger 1 | Gesamt          | Halbfinalsieger 2 | Hinspiel | Rückspiel |
| ----------------- | --------------- | ----------------- | -------- | --------- |
| Puntarenas FC     | 1:1 (4:5 i. E.) | Brujas FC         | 0:0      | 1:1       |

#### Platzierungen
| 01              | Brujas FC                    |
| 02              | Puntarenas FC                |
| 03              | CS Herediano                 |
| 04              | AD Municipal Pérez Zeledón   |
| 05              | CS Cartaginés                |
| 06              | Liberia Mía CF (M)           |
| 07              | CD Saprissa                  |
| 08              | LD Alajuelense               |
| 09              | AD Santos de Guápiles (N)    |
| 10              | CF Universidad de Costa Rica |
| 11              | AD Ramonense                 |
| 12              | AD San Carlos                |
| Stand: Endstand |                              |

#### Beste Torschützen
|                 | Spieler            | Verein                     | Tore |
| --------------- | ------------------ | -------------------------- | ---- |
| 1               | Víctor Núñez       | Liberia Mía CF             | 10   |
| 2               | Diego País         | AD Municipal Pérez Zeledón | 9    |
| 3               | Anderson Andrade   | Brujas FC                  | 8    |
| 3               | Alejandro Sequeira | AD Ramonense               | 8    |
| 3               | Jorge Barbosa      | CS Cartaginés              | 8    |
| 6               | Alejandro Alpízar  | Liberia Mía CF             | 7    |
| Stand: Endstand |                    |                            |      |

### Verano Scotiabank 2010
Dedicado: Walter Elizondo Gómez

#### Gruppe A
| Pl.                 | Verein                     | Sp. | S  | U | N | Tore  | Diff. | Punkte |
| ------------------- | -------------------------- | --- | -- | - | - | ----- | ----- | ------ |
| 01                  | CD Saprissa                | 16  | 10 | 5 | 1 | 26:12 | 14    | 35     |
| 02                  | LD Alajuelense             | 16  | 11 | 1 | 4 | 19:6  | 13    | 34     |
| 03                  | AD Santos de Guápiles (N)  | 16  | 6  | 2 | 8 | 18:19 | −1    | 20     |
| 04                  | CS Cartaginés              | 16  | 4  | 8 | 4 | 14:15 | −1    | 20     |
| 05                  | AD Municipal Pérez Zeledón | 16  | 5  | 4 | 7 | 18:22 | −4    | 19     |
| 06                  | Águilas Guanacastecas CF   | 16  | 3  | 6 | 7 | 19:24 | −5    | 15     |
| Stand: 16. Spieltag |                            |     |    |   |   |       |       |        |

#### Gruppe B
| Pl.                 | Verein                       | Sp. | S | U  | N | Tore  | Diff. | Punkte |
| ------------------- | ---------------------------- | --- | - | -- | - | ----- | ----- | ------ |
| 01                  | AD San Carlos                | 16  | 8 | 5  | 3 | 16:12 | 4     | 29     |
| 02                  | CS Herediano                 | 16  | 5 | 5  | 6 | 20:22 | −2    | 20     |
| 03                  | Puntarenas FC                | 16  | 3 | 8  | 5 | 14:21 | −7    | 17     |
| 04                  | CF Universidad de Costa Rica | 16  | 3 | 7  | 6 | 13:14 | −1    | 16     |
| 05                  | AD Ramonense                 | 16  | 2 | 10 | 4 | 15:18 | −3    | 16     |
| 06                  | Brujas FC (M)                | 16  | 2 | 7  | 7 | 11:18 | −7    | 13     |
| Stand: 16. Spieltag |                              |     |   |    |   |       |       |        |

#### U21-Minuten
| LD Alajuelense               | 4153 |
| Puntarenas FC                | 3220 |
| CF Universidad de Costa Rica | 2368 |
| CD Saprissa                  | 2099 |
| Brujas FC                    | 1983 |
| Águilas Guanacastecas CF     | 1879 |
| AD Municipal Pérez Zeledón   | 1718 |
| CS Herediano                 | 1596 |
| AD Santos de Guápiles        | 1529 |
| AD San Carlos                | 1446 |
| AD Ramonense                 | 1445 |
| CS Cartaginés                | 1443 |
| Stand: Endstand              |      |

#### Viertelfinale
| Gruppendritter        | Gesamt | Gruppenzweiter | Hinspiel | Rückspiel |
| --------------------- | ------ | -------------- | -------- | --------- |
| AD Santos de Guápiles | 3:2    | CS Herediano   | 2:1      | 1:1       |
| Puntarenas FC         | 3:5    | LD Alajuelense | 1:2      | 2:3       |

#### Halbfinale
| Viertelfinalsieger    | Gesamt | Gruppenerster | Hinspiel | Rückspiel |
| --------------------- | ------ | ------------- | -------- | --------- |
| AD Santos de Guápiles | 0:1    | CD Saprissa   | 0:1      | 0:0       |
| LD Alajuelense        | 2:3    | AD San Carlos | 1:1      | 1:2       |

#### Finale
| Halbfinalsieger 1 | Gesamt | Halbfinalsieger 2 | Hinspiel | Rückspiel |
| ----------------- | ------ | ----------------- | -------- | --------- |
| AD San Carlos     | 2:7    | CD Saprissa       | 2:4      | 0:3       |

#### Platzierungen
| 01              | CD Saprissa                  |
| 02              | AD San Carlos                |
| 03              | LD Alajuelense               |
| 04              | AD Santos de Guápiles (N)    |
| 05              | CS Herediano                 |
| 06              | Puntarenas FC                |
| 07              | CS Cartaginés                |
| 08              | AD Municipal Pérez Zeledón   |
| 09              | CF Universidad de Costa Rica |
| 10              | AD Ramonense                 |
| 11              | Águilas Guanacastecas CF     |
| 12              | Brujas FC (M)                |
| Stand: Endstand |                              |

#### Beste Torschützen
|                 | Spieler               | Verein                   | Tore |
| --------------- | --------------------- | ------------------------ | ---- |
| 1               | Alejandro Sequeira    | CD Saprissa              | 11   |
| 2               | Jean Carlos Solórzano | LD Alajuelense           | 8    |
|                 | Jonathan McDonald     | CS Herediano             | 8    |
| 4               | Randall Brenes        | CS Cartaginés            | 5    |
|                 | Víctor Núñez          | Águilas Guanacastecas CF | 5    |
|                 | Eneas Da Conceiçao    | AD Santos de Guápiles    | 5    |
|                 | Kevin Cunningham      | AD San Carlos            | 5    |
|                 | Juan Vicente Solís    | AD San Carlos            | 5    |
|                 | Josue Martínez        | CD Saprissa              | 5    |
| Stand: Endstand |                       |                          |      |

### Gesamttabelle
| Pl.             | Verein                       | Sp. | S  | U  | N  | Tore  | Diff. | Punkte |
| --------------- | ---------------------------- | --- | -- | -- | -- | ----- | ----- | ------ |
| 01              | CD Saprissa                  | 32  | 16 | 11 | 5  | 45:29 | 16    | 59     |
| 02              | LD Alajuelense               | 32  | 17 | 6  | 9  | 40:22 | 18    | 57     |
| 03              | CS Herediano                 | 32  | 14 | 7  | 11 | 40:38 | 2     | 49     |
| 04              | AD Municipal Pérez Zeledón   | 32  | 13 | 9  | 10 | 41:42 | −1    | 48     |
| 05              | CS Cartaginés                | 32  | 11 | 11 | 10 | 35:31 | 4     | 44     |
| 06              | AD Santos de Guápiles (N)    | 32  | 11 | 8  | 13 | 32:37 | −5    | 41     |
| 07              | AD San Carlos                | 32  | 10 | 10 | 12 | 25:35 | −10   | 40     |
| 08              | Águilas Guanacastecas CF     | 32  | 10 | 9  | 13 | 44:46 | −2    | 39     |
| 09              | Puntarenas FC                | 32  | 8  | 13 | 11 | 31:42 | −11   | 37     |
| 10              | Brujas FC                    | 32  | 8  | 12 | 12 | 30:35 | −5    | 36     |
| 11              | CF Universidad de Costa Rica | 32  | 7  | 11 | 14 | 34:34 | 0     | 32     |
| 12              | AD Ramonense                 | 32  | 5  | 16 | 10 | 28:34 | −6    | 32     |
| Stand: Endstand |                              |     |    |    |    |       |       |        |